# Nitroacetonitril
Nitroacetonitril ist eine organische Verbindung, die zu den Gruppen der Nitrile und Nitroverbindungen gehört.

## Herstellung
Zum ersten Mal wurde Nitroacetonitril 1908 durch Dehydratisierung von Methazonsäure mit Thionylchlorid hergestellt; diese Methode liefert jedoch keine guten Ausbeuten. Eine neuere, deutlich bessere Methode stammt aus dem Jahr 1994. Dabei wird Cyanoaceton zunächst durch Reaktion mit Schwefelsäure und Salpetersäure in Chloroform nitriert, um Nitrocyanoaceton zu erhalten. Durch Reaktion mit Schwefelsäure in Methanol oder Ethanol kann dieses dann zum Nitroacetonitril deacetyliert werden. Die Reaktion mit Ammoniumcer(IV)-nitrat ergibt Dicyan-N-oxid.

## Eigenschaften
Nitroacetonitril ist explosionsgefährlich. Durch seine zwei elektronenziehenden Gruppen ist es eine hochreaktive methylenaktive Verbindung. Es reagiert in Cycloadditionen, beispielsweise mit Diazoniumsalzen sowie in Knoevenagelreaktionen.

## Verwendung
Nitroacetonitril wird in der Synthese von stickstoffhaltigen Heterocyclen verwendet, insbesondere von hochenergetischen Verbindungen, die als Sprengstoffe verwendet werden. Statt Nitroacetonitril selbst werden oft dessen Salze, insbesondere das Nitroacetonitril-Kaliumsalz, verwendet. Diese Salze sind weniger gefährlich in der Handhabung und leichter herzustellen, was Ausbeuten und Reinheit angeht.